# 銀貂
銀貂（英語：Silver Sable），本名西爾弗·薩布利諾娃（Silver Sablinova），是一名在漫威漫畫中出現的虛構女超級英雄。由作家湯姆·德法爾科和藝術家羅恩·弗雷茲所創作。銀貂首次於《驚奇蜘蛛人》#265中登場。

## 人物
西爾弗·薩布利諾娃出生於歐洲的一個小國拉托維尼亞的錫卡里亞，其父親恩斯特·薩布利諾娃曾幫助當地的政府創建一支軍隊野性戰團。在母親被納粹戰犯殺死及父親的失蹤後，西爾弗成為了野性戰團的領袖。由於納粹戰犯的數量減少，野性戰團轉型為僱傭兵隊，受世界各地的委託追捕罪犯。

## 其他媒體

### 電視
- 《蜘蛛人》：由米拉·佛蘭（英语：Mira Furlan）配音。
- 《蜘蛛人（英语：Spider-Man: The New Animated Series）》：由維吉妮婭·馬德森配音。
- 《神奇蜘蛛人》：由妮基·考克斯（英语：Nikki Cox）配音[1][2]。

### 電影
索尼影業蜘蛛人宇宙
- 2017年3月，索尼影業聘請克里斯多福·尤斯特（英语：Christopher Yost）為銀貂和黑貓的電影編寫劇本[3]。同年5月，索尼正式將電影命名為《銀貂與黑貓》和吉娜·普林斯-拜斯伍德簽約執導電影，並將重寫劇本[4][5]。2018年2月，據報導麗莎·喬伊和琳西·貝爾同為編劇之一[6]。然而，該片於2018年8月被分拆成兩部獨立電影。雖然普林斯-拜斯伍德將擔任該兩部電影的製片人，但她尚未為執導該兩部電影作出最終決定[7]。

### 遊戲
- 《終極蜘蛛人（英语：Ultimate Spider-Man (video game)）》、《蜘蛛人：破碎次元（英语：Spider-Man: Shattered Dimensions）》：由珍妮弗·海爾配音[8]。
- 《蜘蛛人：飛越無限（英语：Spider-Man Unlimited (video game)）》，手機遊戲。
- 《蜘蛛俠》：由Nicole Elise配音[9]。

## 外部連結
- Silver Sable （页面存档备份，存于） 漫畫書數據庫
- Silver Sable （页面存档备份，存于） 超級英雄數據庫
- Marvel Comics Database: Silver Sable （页面存档备份，存于）